# Gonia lusitanica
Gonia lusitanica är en tvåvingeart som beskrevs av Johann Wilhelm Meigen 1830. Gonia lusitanica ingår i släktet Gonia och familjen parasitflugor.
Artens utbredningsområde är Spanien. Inga underarter finns listade i Catalogue of Life.